# Севводстрой
Севводстрой — бывший посёлок в Московской области, созданный для строительства Северной водопроводной станции и московского водопровода силами заключённых Марковского ИТЛ. Располагался вблизи платформы Лианозово Савёловской железной дороги.
В одном из бараков Севводстроя собиралась так называемая Лианозовская школа.
В 1960 году вошёл в состав Москвы и был застроен многоэтажными домами в середине 80-х. До сих пор существует остановка общественного транспорта «посёлок Севводстрой»